# Honda VF-750C
Honda VF-750C je motocykl značky Honda.

## Popis
Tento model Hondy se začal vyrábět v roce 1982 s 16ventilovým vidlicovým motorem V45 DOHC o objemu 748 ccm. Později se vyráběly i typy s objemem 1100.

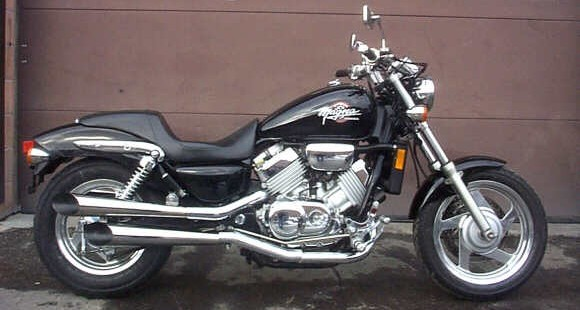
Honda VF-750C v černé barvě

Od začátku měla přední kotoučovou brzdu. Specifickým znakem tohoto cruiseru jsou 4 výfuky, po dvou na každé straně.
Honda Magna byla v roce 1985 zapsána jako nejrychlejší sériově vyráběný cestovní motocykl do Guinnessovy knihy rekordů. Maximální rychlost byla naměřena 270 km/h.
Výroba Magny byla ukončena v roce 2003. Zhruba od roku 1995 neprošla žádnými zásadními změnami. Její výlučnost byla i v konstrukci motoru. Čtyřválcové vodou chlazené vidlicové cruisery se totiž téměř nevyráběly, vyjma například Kawasaki ZL 600 Eliminator (900, ZL 1000 Eliminator). Kawasaki ale měla řadový motor původně z modelu GPZ. Dalším čtyřválcem byla Suzuki Madura 700 a 1200, která se vyráběla 2 roky (1985-1986). Do této kategorie lze zařadit i Yamahu V-Max 1200, i když to je spíše musclebike.